# 2010年の猛暑 (日本)
2010年の猛暑（2010ねんのもうしょ）とは、2010年（平成22年）の夏に日本の広範囲を襲った、当時としては観測史上1位の猛暑である。この夏は長期間にわたって記録的な高温が続いた。気象庁は同年9月1日、この猛暑を30年に1度の異常気象と認定した。

## 当初の予測
意外な事に春の時点では、気象庁もこの猛暑を予測していなかった。むしろ、以下のような理由から、冷夏になるのではないかとの声も少なくなかった。
太陽黒点が記録的に少なかったこと
2009年に入って、太陽黒点が記録的に少なくなり、1913年以来の極小になった。2010年に入っても黒点が少なかった。気温には変化が後れて現れるので、地球全体の気温が下がる事によって、日本の夏の気温を押し下げられると考えられていた。
エルニーニョ現象が発生していたこと
エルニーニョ現象が起きている夏は冷夏になりやすいとされる。前年の冷夏もこれが一つの要因と見られている。実際には、エルニーニョ現象は2010年春に終っていたが、海に囲まれた日本では、その影響が後まで残りやすいので、この事も冷夏になるという予測の根拠として取り上げられていた。
インド洋熱帯域の水温が高かったこと
インド洋の赤道付近の水温が高い年は、北日本で冷夏になりやすい事が知られている。実際に2009年12月からインド洋の海水温が高い状態が続いていた。
アイスランドの火山（エイヤフィヤトラヨークトル山）が大噴火を起こしたこと
2010年4月から5月にかけてエイヤフィヤトラヨークトル山が大規模な噴火を起こし、多量の火山灰が放出され、その雲は大西洋北部から、西はシベリア中部まで及んだ（2010年のエイヤフィヤトラヨークトルの噴火）。それによって北半球全体の気温が押し下げられ、日本も涼しくなるのではないかと考えられていた。実際に1992年やその翌年の冷夏は、1991年6月にフィリピンのピナトゥボ山が噴火した事が一つの要因とされている。この事は冷夏になるという意見を大きく推していた。
3月下旬から5月にかけての低温と気温の変動
この年の3月下旬から5月にかけては、寒気の影響を受けたため低温になり、日照時間も短く、気温の変動も大きかった。この影響が夏まで続くのではないかとの声もあった。

## 概況

### 6月
2010年の梅雨は、奄美・沖縄を除いて平年より梅雨入りが3 - 14日遅かったものの、6月19日に沖縄が梅雨明けした後、7月15日に奄美が、7月17日に北陸、関東甲信、東海、近畿、中国、四国、九州北部が、7月18日に東北が、7月20日に九州南部が梅雨明けし、九州南部（平年より7日遅い）、奄美地方（平年より17日遅い）を除いて平年と同じか1 - 9日早い梅雨明けとなった。この梅雨の間、寒気の南下やオホーツク海高気圧の発生は少なく、6月の全国の平均気温は+1.07℃（当時の平年値では+1.24℃）の歴代5位に、特に北日本では+1.9℃（同+2.1℃）の歴代2位となるなど、高温で推移した。梅雨のない北海道では6月26日に各地で季節外れの猛暑日（この年全国初）を記録するなど、最高気温が平年を15℃以上も上回る異常高温も観測された。その他の地域でも平年よりも温暖な6月になった。但し6月全体では上旬のみ平年を下回ったが、中旬と下旬は平年並みか平年を上回った日が多かった。

### 7月
16日までは平年並みかやや高い程度で推移したが、梅雨明けの17日頃から太平洋高気圧の勢力が強まり、全国で猛暑に見舞われた。7月18日に全国11地点で猛暑日を観測して以降、猛暑日を記録した地点は、翌19日には42地点、20日には73地点、21日には106地点、22日には144地点と一気に増え、猛烈な暑さは全国へ広がった。結果、7月下旬の平均気温は東日本で平年比+2.0℃（当時の平年値では+2.1℃）となり、旬ごとの観測を始めた1961年以降で史上最高となった。7月全体でも平均気温は北日本で+2.0℃（同+2.0℃）、東日本で平年比+1.6℃（同+1.8℃）と、それぞれ観測史上4位、6位となった。全国でも平年比+1.29℃（同+1.42℃）と観測史上11位。

### 8月
7月の終わり頃には猛暑は一旦落ち着いたので、峠は越えたのではないかという見方もあった。しかし、この解消は一時的なもので、8月に入り再び猛烈な暑さに見舞われた。3日には88地点、4日には100地点、5日には全国177地点、6日には全国179地点で猛暑日を観測した。中旬には台風第4号の影響で一時的に天気は崩れたが、高温傾向は変わらなかった。8月下旬になっても気温は高温のまま推移し、大阪市、岡山市、広島市などでは歴代連続猛暑日記録が更新された（参照）。結果として各地の8月の平均気温は154地点中77地点で史上最高を記録。北日本は+2.6℃（当時の平年値では+2.7℃）・東日本は+1.9℃（同+2.2℃）・西日本+1.7℃（同+2.0℃）で8月の平均気温が史上最高となった。また全国の8月の平均気温も平年比+2.00℃（同+2.25℃）となり、史上最高を記録した。一方、南西諸島では気温はやや高めで推移したものの曇りの日が多く6月、7月、夏の日照時間が記録的短さとなった。

### 9月
9月に入っても、1日には242地点、2日には62地点、3日には90地点、4日には144地点で9月としての最高気温を観測するなど、厳しい残暑となった。5日には京田辺市でこの年最高となる39.9℃を観測（ただし、9月30日に計測に問題があったとして、この値を疑問値として扱うことが決定した）。台風9号の接近・上陸の影響で8日以降は気温が低下したものの、結果、9月上旬の平均気温は北日本+3.1℃（当時の平年値では+3.6℃）、東日本+3.4℃（同+2.9℃）、西日本+3.1℃（同+2.6℃）で1961年以降最高を更新した。特に東日本ではそれまで最も高かった1961年よりも1.4℃高かった。過去50年で最も厳しい残暑だった。しかし、北日本は2012年に再び更新された（9月上旬は+3.3℃、中旬は+5.5℃）。
9月中旬になって、秋雨前線が活発化。一時は南下したものの、旬の終わりになって北日本付近で活発になった。これによって北日本では数日の周期で天気が変わる不安定な空模様となり、東日本、西日本でも猛烈な残暑は落ち着いた。21日に全国11地点で、22日に全国20地点で猛暑日を観測し一時的に気温は上がったが、22日から23日に秋雨前線が全国を南下して北日本・東日本を中心に気温が低下した。気温の変化は急激で、22日に東京で32.7℃、名古屋で33.7℃、大阪で33.3℃だった最高気温が24日には東京で20.2℃、名古屋、大阪で22.6℃と、2日で10℃以上低下した。24日には北日本・東日本・近畿が平均気温が10月中旬から下旬並みの低温となった。前線の通過によって猛暑は影を潜め、北から本格的な秋が到来した。一方南西諸島は太平洋高気圧に覆われ、下旬は1961年の観測以来最も日照時間が多かった。
9月全体の平均気温は北日本は+1.4℃（当時の平年値では+1.7℃）、東日本は+1.5℃（同+1.9℃）、西日本は+1.6℃（同+2.1℃）と、かなり高くなった。全国154地点中46地点で9月の猛暑日日数が過去最高、23地点で9月の真夏日日数が過去最高、53地点で9月の日最低気温が25℃以上の日数が過去最高だった。
6月から8月の夏季として全国平均気温は+1.46℃（同+1.64℃）となり、1994年の平年比+1.18℃（同+1.36℃）を大幅に上回る観測史上最高気温を記録。全国154地点中11地点で夏の猛暑日日数が過去最高、11地点で夏の真夏日日数が過去最高、41地点で夏の日最低気温が25℃以上の日数が過去最高だった。40℃を越えた地点はなく、全国最高気温は多治見市の39.4℃で、全国で40℃を超えた地点が3地点の1994年、5地点の2007年などよりも地点ごとのその年の最高気温ではやや低かったものの、8月下旬以降も猛暑日が続き気温が下がらず、各地で軒並み連続猛暑日や観測史上最も時期の遅い猛暑日を記録するなど、連続的に最高気温が高くなった結果、平均気温における観測史上最高の猛暑となった。
気温の変動が少なく、期間を通して安定した高温が続いたことが、平均気温を押し上げた要因となっている。
東京で夏の降水量が205mmと平年値（481mm）の半分以下となり、135年の観測で3番目の少なさとなるなど、太平洋高気圧の影響で東日本で雨が少なかったことも猛暑に拍車を掛けた。なお、雨は少なかったものの大きな水不足は起こっていない。9月の降水量は東日本太平洋側で平年並みと、小雨はおおむね解消された（東京では小雨の夏から一転し、428mmと平年値〈208mm〉の2倍以上の雨が降る多雨の9月となり、135年の観測で6番目の多さとなった）。

## 原因
大きな原因として、エルニーニョ現象終息後の高温期およびラニーニャ現象時の高温期が継続したことと、日本付近を通る偏西風（亜熱帯ジェット気流）が北偏したため太平洋高気圧が日本を広く覆ったことが挙げられる。
エルニーニョ現象が終息した後、対流圏の気温は全地球的に上昇する。そのため2009年5月 - 2010年3月のエルニーニョ現象終息後の高温期がこの夏に持続したとみられている。また、ラニーニャ現象の発生時には、北半球中緯度の気温が上昇する。そのため2010年6月から発生していると推測され、冬まで続くと予測されているラニーニャ現象による高温期が持続した。この2つの高温期が重なって、対流圏における北半球中緯度の気温は過去30年間で最高を記録した。2010年の猛暑はエルニーニョ、ラニーニャ双方の影響を受けたと言える。
まず、オホーツク海高気圧の勢力が極端に弱く、北日本や東日本では梅雨入り後も冷たい北東気流の影響がなかったため、6月から高温傾向が続いた。
そして、エルニーニョより数か月遅れてピークを迎えるインド洋全域昇温が7月半ば以降続いた影響で、北半球の対流圏上層では亜熱帯ジェット気流の蛇行が増幅された。7月上旬 - 半ばまでは平年より南に偏ったため、太平洋高気圧辺縁の暖湿流による集中豪雨が九州北部・山口県・広島県・島根県・岐阜県・長野県等で発生したほか、沖縄・奄美や九州南部では梅雨が長引いた。
しかし、7月半ば以降は平年より北に偏るパターンが断続的に続いたため、太平洋高気圧が北に張り出してきて日本列島を広く覆った。また、対流圏上層ではチベット高気圧が東アジアに張り出してきたことで、太平洋高気圧（下層・中層）+チベット高気圧（上層）という背の高い高気圧が日本付近で形成されて、安定した晴天が続いた。
山沿いを中心に夕立（ゲリラ豪雨）の発生もあり庄原豪雨（7.16庄原ゲリラ豪雨）のように災害に発展したものもあったが、全体的には散発的であった。さらに、例年は太平洋高気圧の北への張り出しが弱くなってくる8月後半に、フィリピン付近の対流活動活発化に伴って太平洋高気圧が強化されて張り出しが続き、晴天が9月始めまで続いた。
また、東京大学大気海洋研究所は、過去約30年の海水温の温暖化の影響が上昇した気温の2割強にあたると発表した。

## 経過
2010年の猛暑の特徴としては、猛暑日の期間が長く（6月中旬から9月末まで暑さが続いた）、かつ相対的に暑さが穏やかな日が少なかったことである。また、日本列島が全般的に猛暑となった。一方で、顕著な記録的高温は少なく、記録的猛暑の年に頻発する40℃以上の観測地点は存在しない（当年の最高気温は多治見市の39.4℃）。

### 時系列
- 6月26日 - 北海道足寄町で37.1℃（平年比+14.6℃）、北見市で37.0℃（平年比+14.7℃）の最高気温を記録するなど（どちらも最高気温としては観測史上最高[51]。その後、北見市では8月6日に0.1℃上回る最高気温37.1℃を観測。）、北海道各地でこの年全国初の猛暑日となる[51]。また、普段は冷涼な釧路市でも32.4℃（平年比+16.2℃）を記録し、6月ながら観測史上最高気温を記録した。
- 6月27日 - 鹿児島県阿久根市と同指宿市で最低気温が25.8℃、長崎県長崎市で25.6℃など、本土ではこの年初めて熱帯夜を記録し、沖縄県を含め56地点に達した。
- 6月28日 - 三重県津市で35.6℃を記録し、北海道以外ではこの年初めて、35℃を超えた。
- 7月3日 - この年最多となる全国63地点で熱帯夜を記録した。
- 7月11日 - この年最多となる79地点で熱帯夜を記録した。
- 7月12日 - この年最多となる109地点で熱帯夜を記録した。
- 7月19日 - この年最多となる全国42地点で35℃を越えた[16]。
- 7月20日 - この年最多となる73地点で35℃を越え、群馬県伊勢崎市でこの年の全国最高となる38.0℃を記録した[52]。また、熱帯夜の日数もこの年最多の131地点に上った。
- 7月21日 - この年最多となる106地点で35℃を越えた。群馬県館林市で38.9℃を記録し、前日の伊勢崎市の記録を1日で塗り替えた[53]。熱帯夜もこの年最多となる150地点に達し、東京では日最低気温が28.0℃になり、本土ではこの年初めて28℃に達した。
- 7月22日 - この年最多となる144地点で35℃を越えた。岐阜県多治見市で39.4℃[27]、岐阜県郡上市八幡、三重県桑名市で38.9℃、岐阜県揖斐川町で38.4℃など、19地点で7月の観測史上最高気温を記録[54]。岐阜県多治見市はこの年全国最高となり2日連続で記録を塗り替えた[54]。また、熱帯夜も162地点で、この年最多になった。
- 7月24日 - この年最多となる152地点で35℃を越え、172地点で熱帯夜になった[20][21]。
- 7月26日 - 多治見市で5日連続で38℃を上回った。
- 7月31日 - この年最多となる273地点で熱帯夜になった。
- 8月1日 - この年最多となる314地点で熱帯夜を記録し、福岡市では最低気温が28.7℃に達しこの年の本土では最高になった。
- 8月2日 - この年最多となる316地点で熱帯夜を記録した。
- 8月5日 - この年最多となる177地点で35℃を越えた。福井県三国町で38.6℃、福岡県糸島市前原で38.3℃など、全国10地点で観測史上最高気温を記録。鳥取県鳥取市湖山で最低気温が29.1℃となり、観測史上最高、沖縄県を除いた中ではこの年全国最高で（福岡市に8月14日破られた）、地点数も351に達した。
- 8月6日 - この年最多となる全国179地点で猛暑日を観測。北海道北見市と福井県美浜町で37.1℃、青森県八戸市で36.7℃など、全国17地点で観測史上最高気温を記録[55]。
- 8月14日- 最低気温が福岡県福岡市で29.7℃（日本歴代6位タイ、沖縄県を含めてこの年全国最高）、糸島市前原で29.0℃となり、観測史上最高となる。糸島市は8月1日に最低気温が28.5℃となり観測史上最高となったばかりだった。
- 8月15日 - 最低気温が福井県福井市越廼で29.0℃となる（歴代7位タイ、沖縄県を除いた中でこの年全国2位）。
- 8月19日 - 広島県福山市で観測史上最高の38.3℃を観測。
- 9月1日 - 気象庁が観測する全国921地点のうち242地点で9月としての観測史上最高気温を記録（京都府舞鶴市と同福知山市で38.3℃など）[56]。気象庁が中央気象台時代も含めた観測を始めて以来最高の高温年であると発表[2]。
- 9月2日 - 全国921地点のうち62地点で9月としての観測史上最高気温を記録（新潟県小出町で37.2℃など）。
- 9月3日 - 全国921地点のうち90地点で9月としての観測史上最高気温を記録[27]。
- 9月4日 - この年最多となる213地点で、35℃を越えた[57]。全国921地点のうち144地点で9月としての観測史上最高気温を記録。岐阜県郡上市八幡では39.1℃と全国で今年2番の暑さになった。9月に39℃以上を観測するのは10年ぶり[58]。9月としては全国観測史上4位[59][60]。愛知県東海市で38.8℃、京都府京田辺市、岐阜県多治見市で38.5℃を観測したほか、京都市で38.1℃、名古屋市で7月22日と並ぶこの年1位の38.0℃を観測（すべて9月の観測史上1位）[57][61]。
- 9月5日 - 京都府京田辺市で観測史上最高、全国でこの年1番、9月としては全国観測史上1位の39.9℃を観測[62][30]。大阪市で35.4℃の猛暑日、累計猛暑日日数は29日となり1994年の28日を抜き歴代1位となる。
- 9月6日 - 京都新聞社が京田辺市のアメダスを確認したところ、観測機器にツタが絡まっていたことが判明する[63][64]。
- 7月16日から9月7日 - 54日間連続で日本各地で猛暑日を観測[65][66][67][68][69]。
- 9月22日 - 山梨県甲府市で35.7℃、静岡県静岡市で36.3℃、千葉県茂原市で36.7℃など[70]、全国20地点で猛暑日を観測。このうち群馬県館林市を除く19地点は史上最も遅い猛暑日となった。
- 9月30日 - 9月6日に発覚した問題を受けて、気象庁でアメダス観測所を調査したところ、全国15地点の観測所で観測状況に問題があり、そのうち京田辺市を含む6地点で観測データに影響があったと発表した[71][72]。よって、京都府京田辺市で観測した8月25日 - 9月5日の気温、7月25日 - 9月5日の降水量を公式データとして扱わないことにし、9月5日に観測した39.9℃、8月31日に観測した38.9℃も疑問値として取り扱うことになった。これにより、7月22日の多治見市での39.4℃を今年の最高気温、2000年9月2日の熊谷市の39.7℃を9月の最高気温として訂正した[64]。

### 連続猛暑日
- 19日間 - 京都府福知山市、鳥取県鳥取市（8月19日から9月6日）この年の全国最長[73]
- 18日間 - 埼玉県越谷市、岐阜県多治見市 (8月21日から9月7日）
- 17日間 - 大阪府枚方市（8月16日から9月1日）、茨城県古河市、栃木県佐野市、群馬県伊勢崎市、群馬県館林市、埼玉県熊谷市、埼玉県久喜市、埼玉県鳩山町、埼玉県さいたま市、東京都練馬区 (8月22日から9月7日）

### 日最低気温25℃以上連続日数
- 51日間 - 鹿児島県鹿児島市（7月16日から9月4日）本土では全国最長[74]
- 51日間 - 山口県下関市（7月19日から9月7日）
- 27日間 - 香川県高松市（7月29日から8月24日）
- 31日間 - 岡山県岡山市（7月30日から8月29日）[75]
- 41日間 - 兵庫県神戸市（7月30日から9月8日）近畿2府4県（三重県を含まない）では史上最長
- 41日間 - 広島県広島市（7月30日から9月8日）[76]
- 29日間 - 東京都千代田区、東京都練馬区（8月10日から9月7日）[77]
- 25日間 - 京都府京都市（8月14日から9月7日）

## 記録

### 猛暑日年間日数
30日間以上の気象観測所。日本国内記録は1994年の大分県日田市で45日間。
- 41日間 - 埼玉県熊谷市、群馬県館林市[78]
- 38日間 - 兵庫県豊岡市、岐阜県多治見市
- 37日間 - 大分県日田市、埼玉県鳩山町、東京都練馬区、大阪府枚方市
- 36日間 - 茨城県古河市、群馬県伊勢崎市
- 35日間 - 京都府京都市、埼玉県久喜市、愛知県東海市
- 34日間 - 埼玉県越谷市、同さいたま市、山梨県甲府市
- 33日間 - 山梨県勝沼町、岐阜県岐阜市、京都府舞鶴市、広島県福山市、福岡県久留米市、
- 31日間 - 京都府南丹市園部町、大阪府大阪市、同堺市、岡山県高梁市、広島県府中市、
- 30日間 - 愛知県名古屋市、滋賀県東近江市、奈良県奈良市、大阪府豊中市、兵庫県福崎町、鳥取県鳥取市、香川県綾川町滝宮、

### 月平均気温
30.0℃以上の気象観測所。大阪府大阪市と岡山県岡山市および香川県高松市は、1995年8月の大阪府大阪市と岐阜県岐阜市の30.3℃を上回り、本土での観測史上最高の月平均気温となった（日本国内記録は1956年7月の沖縄県石垣市で30.7℃）。
- 30.5℃ - 大阪府大阪市、岡山県岡山市 （日本国内観測史上2位タイ記録）
- 30.4℃ - 香川県高松市、愛媛県新居浜市
- 30.3℃ - 広島県広島市、福岡県福岡市、大阪府堺市、大阪府八尾市
- 30.1℃ - 京都府京都市、広島県福山市、大阪府枚方市、大阪府豊中市、広島県大竹市
- 30.0℃ - 岡山県笠岡市 （いずれも8月、斜字はアメダス）

### 日最高気温の月平均
35.0℃以上の気象観測所。日本国内記録は1995年8月の静岡県佐久間町と岐阜県多治見市で36.2℃（気象官署・測候所では1995年8月の岐阜県岐阜市で36.1℃）。
- 35.7℃ - 兵庫県豊岡市、大阪府枚方市
- 35.6℃ - 大分県日田市
- 35.5℃ - 京都府舞鶴市、広島県福山市、鳥取県鳥取市、広島県府中市
- 35.3℃ - 京都府福知山市、大阪府堺市、岡山県高梁市
- 35.2℃ - 京都府京都市、大阪府大阪市、福岡県福岡市、群馬県館林市、京都府京田辺市、兵庫県福崎町
- 35.1℃ - 広島県広島市、東京都練馬区、大阪府豊中市、広島県大竹市、福岡県久留米市
- 35.0℃ - 鳥取県米子市、岐阜県多治見市、岡山県笠岡市、香川県綾川町滝宮、香川県三豊市財田、愛媛県新居浜市、福岡県朝倉市、大分県中津市 （いずれも8月、斜字はアメダス）

### 期間ごとの記録
6月
月平均気温の最高値を4地点で更新、2地点でタイ記録となった。
- 記録更新：旭川市、札幌市、倶知安町、盛岡市
- タイ記録：寿都町、前橋市

7月
月平均気温の最高値を2地点で更新、1地点でタイ記録となった。
- 記録更新：仙台市、千葉市
- タイ記録：大船渡市

8月
月平均気温の最高値を77地点で更新、7地点でタイ記録となった。枝幸町、雄武町の平年比+3.7℃、広尾町の平年比+3.6℃など、北日本を中心に24地点で平年値より3℃以上高くなった。
- 記録更新：雄武町、紋別市、枝幸町、帯広市、広尾町、むつ市、青森市、八戸市、盛岡市、新庄市、山形市、仙台市、福島市、会津若松市若松、白河市、相川町、金沢市、富山市、輪島市、福井市、敦賀市、宇都宮市、日光市、前橋市、水戸市、つくば市館野、熊谷市、秩父市、千葉市、館山市、千代田区、大島（大島町）、横浜市、河口湖（富士河口湖町）、御前崎市、軽井沢町、諏訪市、飯田市、高山市、伊賀市上野、奈良市、彦根市、舞鶴市、京都市、大阪市、神戸市、姫路市、豊岡市、鳥取市、米子市、境港市境、松江市、浜田市、津山市、岡山市、広島市、福山市、呉市、山口市、萩市、下関市、高松市、多度津町、徳島市、高知市、松山市、福岡市、五島市福江、佐世保市、平戸市、日田市、大分市、熊本市、天草市牛深、延岡市、阿久根市、枕崎市
- タイ記録：酒田市、高岡市伏木、銚子市、佐賀市、雲仙岳（雲仙市）、人吉市、鹿児島市

総降雨量の最低値を4地点で更新した。
- 記録更新：つくば市館野（5.0mm）、福山市（2mm）、呉市（0mm）、広島市（5.5mm）

9月
月平均気温の最高値を3地点で更新、6地点でタイ記録となった。
- 記録更新：札幌市、帯広市、岐阜市
- タイ記録：名古屋市、津市、尾鷲市、松江市、浜田市、対馬市厳原

夏季
夏（6月から8月）の平均気温の最高値を55地点で更新、6地点でタイ記録となった。
- 記録更新：羽幌町、旭川市、岩見沢市、札幌市、寿都町、雄武町、枝幸町、釧路市、帯広市、江差町、函館市、倶知安町、むつ市、青森市、秋田市、盛岡市、大船渡市、酒田市、新庄市、山形市、仙台市、福島市、白河市、相川町、新潟市、上越市高田、金沢市、富山市、輪島市、福井市、敦賀市、宇都宮市、日光市、前橋市、水戸市、つくば市館野、熊谷市、秩父市、千葉市、千代田区、大島（大島町）、三宅島（三宅村）、横浜市、河口湖（富士河口湖町）、熱海市網代、三島市、静岡市、軽井沢町、高山市、伊賀市上野、彦根市、舞鶴市、豊岡市、米子市、萩市
- タイ記録：留萌市、会津若松市若松、館山市、高岡市伏木、名古屋市、鳥取市

夏の日照時間の最低値を3地点で更新した。
- 記録更新：那覇市、名護市、久米島（久米島町）

## 影響

### 熱中症
- この猛暑により、熱中症で亡くなった人は5月31日から8月30日までに最低でも158人に達し、戦後最悪を記録した[81]。5月31日から10月3日までに病院に搬送された人は5万6184人（昨年比4.2倍）、搬送直後に死亡が確認された人は172人（昨年比10.4倍）に上った。いずれも統計を始めた2008年以降最多。搬送された人の46.3%が高齢者であった[82]。
- 動物病院にも熱中症とみられるペットが相次いで運び込まれた[83]。
- 富山県富山市の富山市ファミリーパークでは、飼育していたフンボルトペンギンの13羽中、5羽が8月19日、9月4日、9月5日、9月9日、9月21日に相次いで死亡した[84]。猛暑による脱水症状が原因とみられている[84]。当園でペンギンが熱中症で死亡したのは初めて[84]。残り8羽も検査の結果、8羽とも肝機能、腎機能の低下がみられた[84]。

### 商品
- 飲料・アイスクリームの販売はおおむね好調であり、それも相まってコンビニエンスストア、セブンイレブン、ファミリーマート、サークルKサンクスは8月中間決算で増益を記録した。
  - 赤城乳業が製造するガリガリ君は製造が販売に追いつかず、品薄となった[85]。猛暑が終息した9月28日になって、ようやく品薄は解消された[86]。例年を25%上回る売り上げで、150万本を販売した日もあった。
  - サントリーが発売したオールフリーも猛暑の影響で、製造が追いつかず一時発売停止となった[87]。
- 大手5社での7 - 9月間のビール類の出荷は前年比1.0%増と、6年ぶりに増加した[88]。8月は清涼飲料に押され前年を下回ったが、7、9月は前年を上回った[89][90][91][88]。1 - 9月間では6年連続で前年を下回った。
- 夏物販売は好調であったが、秋物販売は不調であった[92]。
  - ユニクロでは9月の既存店売り上げが前年比-24.7%と、7年7か月ぶりに前年同月を20%以上下回った[93]。
  - 伊勢丹、髙島屋、大丸松坂屋百貨店、阪急阪神百貨店、ユナイテッドアローズ、ポイント、コックス、バルスもすべて既存店の9月期売り上げが前年を下回った[94]。
- 8月のエアコンの出荷台数は、1972年以降で最高となる、前年同月比約2倍の84万7000台を記録した。扇風機の販売も前年比+68.3%と、好調であった。
- 小林製薬は7月、熱さまシートを前年の2.8倍出荷した。ペット専門店コジマでは、7月以降冷却用のジェルマットや犬用のシャーベットなど、冷涼商品の売り上げが例年比2倍以上となった[83]。

### 植物・動物
- 全国でナラ・シイ・カシなどの広葉樹が病原菌に感染することによるナラ枯れの被害が、過去最悪であった2009年を上回る可能性が出た[95][96]。猛暑によって、木々が病原菌に感染しやすくなっていったとみられる。
- 気象庁は、猛暑によってスギ・ヒノキの育ちがよかったため、2011年の花粉量は全国で前年の2 - 10倍となると発表した。特に、静岡県、岐阜県、京都府では前年の10倍となる見込み[97]。ウェザーニューズも全国で平均で前年の5倍の花粉が飛散すると予想した。
- 里山の環境の変化、2010年の寒春・猛暑により餌となるドングリ類が不足したことなどにより、全国でクマ被害が相次いだ[98][99][100][101][102][103][104][105][106]。環境省によると、4 - 9月に全国でクマの目撃は昨年同期の4229件を上回る7175件に上り、4 - 8月の人身事故は昨年同期の36件を上回る57件となった[107][108][109]。

### 農産物・海産物・畜産物
多くの農産物・畜産物・海産物で生産量が落ちる被害が出た。
- 2010年9月末の2010年産米の品質検査結果で、1等米比率が64.4%と2009年の83.0%を大きく下回り、データが比較可能な1999年以降では2002年の65.8%を下回る最低値となった[110][111]。猛暑による高温での気温推移のため、養分が十分に吸収されなかったことが原因とみられる[111]。また、農林水産省による全国の作況指数は、2010年は98の「やや不良」で確定した。
- 猛暑と小雨による野菜の生長遅れにより、野菜価格が高騰した[112][113][114][115]。農林水産省の小売価格調査によると、9月27日 - 10月1日時点で、トマト・ネギは4割以上、ナスは約3割、レタス・バレイショは約2割平年より高かった[116][117]。10月中旬以降の低温もあり、11月もこの高値傾向は続いた。
- 順調な降雨によって、全国的にマツタケが大豊作となった。東京都中央卸売市場では、10月1日 - 10日のマツタケの入荷量は前年比2倍の39tで、1kg当たり去年より約4割安い6035円となった[118]。福岡市中央卸売市場でも、主要産地である岩手県産のマツタケが2009年同時期の約7分の1 - 約10分の1の価格で推移した[119]。一方、ツキヨタケなどの毒キノコも大発生したため食中毒も多発し[120][121]、全国で10月20日までに72件、209人が食中毒被害にあった。過去5年では最多。
- 全国でサケの漁獲量が減少した。
  - 北海道では、秋サケの漁獲量が前年の80%にとどまった[122]。
  - 福島県内の10河川では11月末現在でサケ捕獲数が、前年の約22万6000匹の半分となる約11万5000匹にとどまった[122]。
  - 岩手県では11月末までの沿岸のサケ漁獲量が、例年の65%にあたる301万匹にとどまった。また、宮古市内のある業者のイクラ1kg当たりの卸値も去年の約2500円から約4000円に値上がりした[122]。
- 養殖物が猛暑による海水温度の上昇により大量死した。
  - 青森県の陸奥湾ではホタテが大量死した。そのため2010年8月の出荷量は2009年の6953tから1539tと、4分の1以下になった[123][124]。
  - 北海道の厚岸湖では、カキの大量死が見つかった。1割ほどの養殖業者で約5 -8割のカキが死滅した[123]。
  - 宮城県の松島湾でも同様の、カキが死滅する被害が出た[123]。
  - 有明海・諫早湾でも養殖カキが大量に死滅した。大浦沖（佐賀県藤津郡太良町）の有明海では、養殖している竹崎カキの8割近くが死滅した。そのため大浦沖の竹崎カキの出荷量は例年の2割程度となる見込み[125]。
  - 東北地方ではアワビの稚貝が約4割死滅する被害が出た[123]。佐賀県でもアワビの漁獲高が激減した。
- 全国で7月1日から9月30日までに乳・肉用牛2940頭、ブロイラー61万9000羽、採卵鶏23万8000羽、豚1309頭が、猛暑による熱中症などによって死亡したり、廃棄されたりした[126]。

### 電気
猛暑のため冷房需要が増えたことなどから、全国で電気使用量の記録更新が相次いだ。
- 7月の全国の家庭向け電力量は225億8200万キロワット時で、2004年（平成16年）7月の224億9400万キロワット時を超え7月としては史上最大となった[131][132]。
- 8月の全国の家庭向け電力量は273億1800万キロワット時で、2008年8月の277億9900万キロワット時に次ぐ史上2位の記録となった[133]。
- 9月の全国の家庭向け電力量は283億1700万キロワット時で、9月としては史上最大となった[130][134]。
- 2010年上半期（4月 - 9月）はの全国の家庭向け電力量は1461億5400万キロワット時で、上半期としては史上最大となった。
- 北海道電力では8月6日の消費電力量が1億431万7000キロワット時に達し、2006年8月9日の1億293万4000キロワット時を超え、夏期としては過去最大となった[135]。
- 東北電力では8月5日、1時間の最大電力量が1557万キロワットに達し、2005年（平成17年）8月5日の1520万キロワットを超え、過去最大を記録した。
- 東京電力では7月23日、1時間の最大電力量が5999万キロワットに達した。しかし過去最大の2001年7月24日の6430万キロワットには及ばなかった[136][137]。
- 北陸電力でも8月5日、1時間の最大電力量が573万1000キロワットに達し、2008年7月23日の569万1000キロワットを超え、過去最大を記録した[138]。
- 関西電力滋賀支店では1日の消費電力量で最大だった2008年7月24日の5093万9000キロワットアワーを8月3日に更新した。さらに8月5日、8月10日、8月20日、8月24日にも更新がなされ、8月31日には5224万2000キロワットアワーに達し2010年6回目の更新がなされた。また1時間の最大電力量で最大だった2008年7月25日の266万8000キロワットも7月22日、8月6日、8月20日、8月23日、8月24日と5回の記録更新が行われた。8月24日の最大電力量は274万キロワット[139][140]。
- 四国電力では8月20日の消費電力量が1億1418万5000キロワット時に達し、2008年8月5日の1億1405万3000キロワット時を超え、過去最大となった[141]。
- 九州電力福岡支店管内では8月20日の消費電力量が7683万1000キロワット時に達し、2006年（平成18年）8月9日の7675万4000キロワット時を超え、過去最大となった。また同日に1時間の最大電力量が415万8000キロワットアワーに達し、同じく2006年8月9日の412万4000キロワットアワーを更新した[142][143]。

### 都市ガス
商業用・その他(公共施設・病院など)用都市ガスの2010年8月の販売量がそれぞれ5億1870万立方メートル、3億5022万立方メートルとなり過去最高を記録した。猛暑のため空気調和設備用の需要が高まったためとみられる。

### レジャー
プールの来場者数が全国的に多かった。
- 東京都立川市・昭島市の国営昭和記念公園ではプール入場者数が15年ぶりに30万人を超えた。
- あきる野市の東京サマーランドでは7、8月の入場者数が前年を10万人余り上回る約53万8000人を記録した。
- 千葉県内の主要32プールの来場者数は前年より34万9000人多い144万5000人で、上位10位以内の全施設が前年を上回る入場者数を記録した。千葉市稲毛海浜公園の28万6000人（前年比+36.8%）、蓮沼ウォーターガーデンの18万8000人（前年比+28.3%）、ふなばし三番瀬海浜公園の10万2000人（同前年比+32.8%）など。
- 名古屋市のサンビーチ日光川、とだがわこどもランドも来客者数を伸ばした[145]。
- 大型プールをもつ三重県桑名市のナガシマリゾートも昨年より3.2%多い227万人が入場した[146]。

一方、プール以外の屋外施設は、多くが入場者数を減らした。三菱UFJリサーチ&コンサルティングの調査によれば、アンケート調査に答えた東海地方のレジャー施設73施設のうち、51施設で来客者数が減り、42施設が猛暑で悪影響を受けたと回答した。海水浴場も、片瀬海岸（片瀬西浜・鵠沼海水浴場・片瀬東浜海水浴場）や千葉県、福井県の海水浴場などでは来場者が増加したが、あまりの暑さからか内海海水浴場（愛知県南知多町）、ブルー・サンビーチ（愛知県知多市）、須磨海水浴場、白良浜海水浴場など、来場者数が伸びなかったところもあった。

### 竜巻
10月15日の新潟県胎内市での竜巻など、10月31日までに全国で被害を出した竜巻は26個と、平年の約2倍に上った。猛暑の影響で海水面温度が高くなっており、竜巻が発生しやすくなっていたことが一因とみられる。

### その他
- この猛暑の影響から、2010年の今年の漢字には「暑」が選ばれた。28万5406票中1万4537票を集め、2位以下を大きく引き離した[150]。